# 1er régiment de tirailleurs tonkinois
Pour les articles homonymes, voir 1er régiment.
Le 1er régiment de tirailleurs tonkinois (ou 1er RTT) est un régiment constitué sous la IIIe République en Indochine. Il combat notamment lors de la Seconde Guerre mondiale contre les forces japonaises.

## Création et différentes dénominations
- 1880 : création de compagnies de tirailleurs tonkinois
- 12 mai 1884 : création du 1er Régiment de Tirailleurs Tonkinois
- 1er novembre 1945 : dissolution.

## Historique des garnisons, combats et batailles du1erRTT

### Conquête du Tonkin
Le régiment est créé à Hanoï le 12 mai 1884 à partir des compagnies de tirailleurs qui avaient participé à l'expédition du Tonkin.

### De 1885 à 1939
Après la fin de la guerre franco-chinoise, le régiment est engagé dans des opérations coloniales anti-guérillas. Au début du siècle, il a été partiellement regroupé et compte quatre compagnies à Hanoï.
En 1914, le régiment fait partie de la division du Tonkin. Dans les années 1930, il fait partie de la brigade de Tong.

### Seconde Guerre mondiale
En 1939, le régiment, rattaché à la 3e brigade de la division du Tonkin, compte quatre bataillons, en garnison à Hanoï, Cốc Lếu (vi) (à Lào Cai), Lai Châu et Phongsaly.
Du 22 au 29 septembre 1940, il est engagé dans la défense du secteur de Lạng Sơn contre l'Empire japonais. Du 1er décembre 1940 au 28 janvier 1941, il participe à la campagne contre la Thaïlande au sein de la division de Cochinchine[réf. nécessaire].
Le régiment combat contre le coup de force japonais de 1945 en Indochine en mars 1945 et est cité à l'ordre de l'armée en 1949 pour sa combativité. Il est cependant quasiment détruit et est dissous le 31 août 1945.

## Colonels
- 1884 - Lieutenant-Colonel de Maussion

## Décorations et drapeau
Le régiment reçoit son drapeau en 1913. Il porte, cousues en lettres d'or dans ses plis, les inscriptions suivantes, :
- Sontay 1883
- Bac-Ninh 1884
- Langson 1884
- Tuyen-Quan 1885
- Hoa-Moc 1885

Le drapeau est décoré de la croix de guerre 1939-1945 avec palme.
En août 1950, le drapeau du 1er RTT est confié au bataillon de marche indochinois commandé par le capitaine Bigeard. Après la dissolution du BMI en 1954, le drapeau du régiment est conservé au musée des troupes de marine à Fréjus.

## Insigne

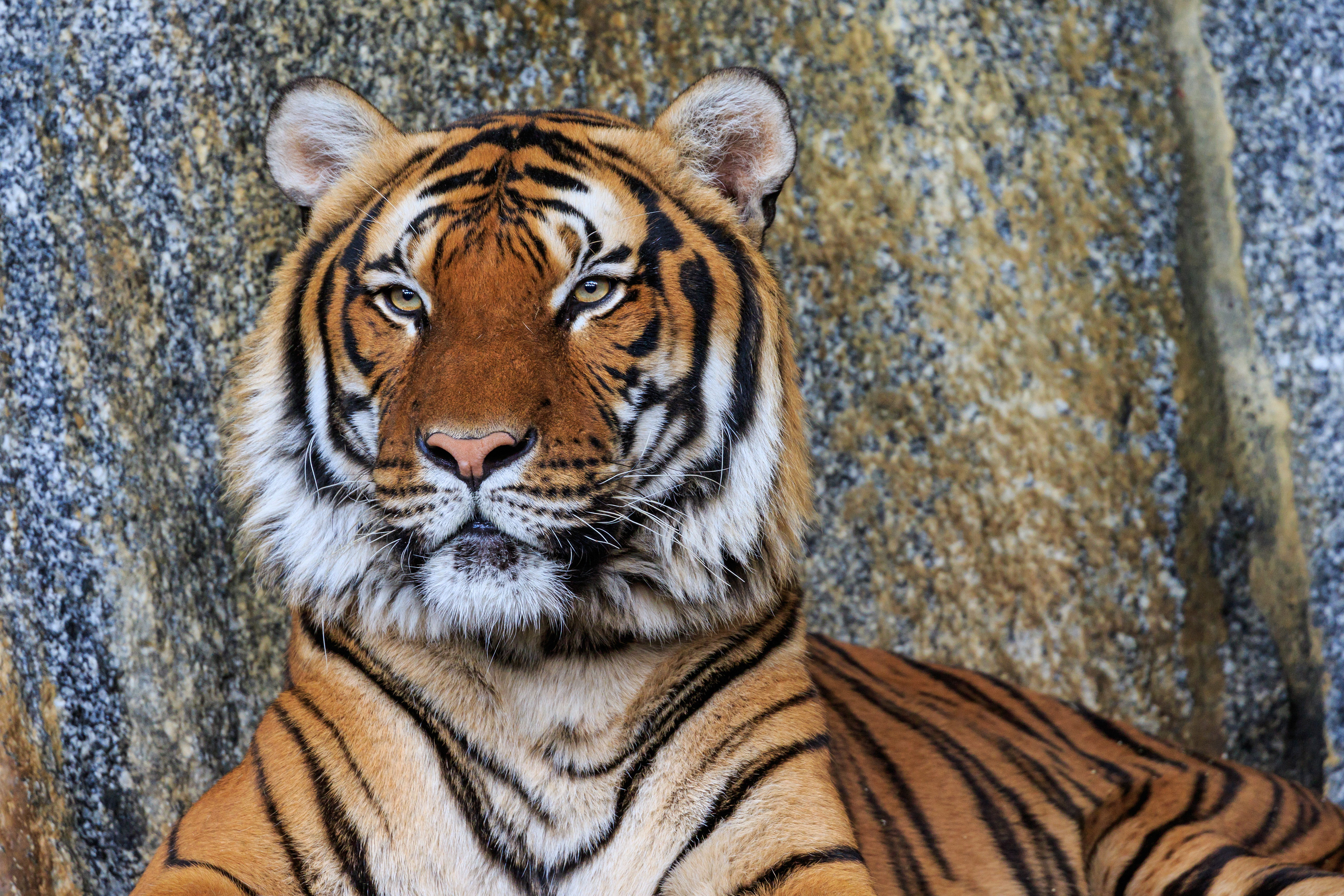
Un tigre d'Indochine, animal présent sur l'insigne du régiment.

L'insigne du régiment, probablement daté de 1939, présente un tigre dans l'ancre des troupes coloniales. Le tigre, redouté des hommes d'Asie du Sud-Est, est symbole de force et d'agressivité.

## Personnalités ayant servi au1erRTT
- Charles Rondony, comme lieutenant de 1884 à 1885

- Joseph Aymerich, comme lieutenant de 1885 à 1887
- Georges Louis Humbert, comme lieutenant de 1885 à 1887
- Léon Aurousseau, comme lieutenant de 1885 à 1887
- Léon Raffenel, comme capitaine en 1886-1887
- Pierre Marius L'officier, comme sous officier en 1897-1898 puis comme capitaine en 1914-1916
- Étienne Lunet de Lajonquière, comme capitaine de 1902 à 1903